# Clay Johnston
Clay Johnston (Green Bay, 8 agosto 1996) è un giocatore di football americano statunitense che milita nel ruolo di linebacker per i Cincinnati Bengals della National Football League (NFL).

## Carriera

### Los Angeles Rams
Fuller al college giocò a football a Baylor dal 2016 al 2019. Fu scelto nel corso del settimo giro (234º assoluto) del Draft NFL 2020 dai Los Angeles Rams. Fu svincolato il 5 settembre 2020.

### Carolina Panthers
L'8 settembre 2020 Johnston firmò con i Carolina Panthers. Scese in campo nelle ultime due gare della stagione regolare, chiudendo con un tackle.

### Cincinnati Bengals
Il 9 novembre 2021 Johnston firmò con i Cincinnati Bengals.

## Palmarès
- American Football Conference Championship: 1

Cincinnati Bengals: 2021